# Rundflügel-Kätzcheneule

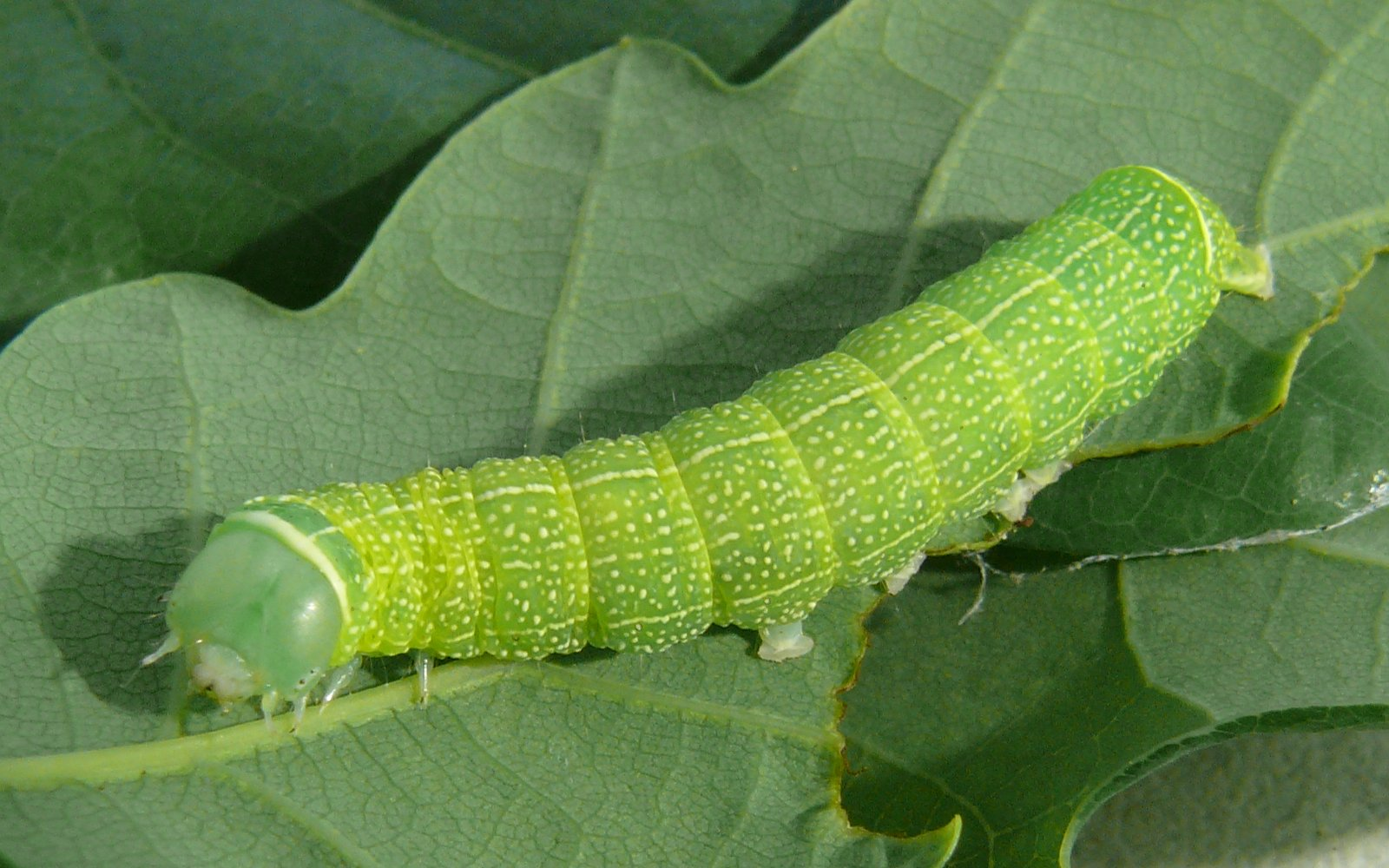
Raupe der Rundflügel-Kätzcheneule an Stieleiche

Die Rundflügel-Kätzcheneule (Orthosia (Monima) cerasi, Syn.: O. stabilis), auch Gemeine Kätzcheneule, Rotgelbe Frühlingseule und Gemeine Frühlingseule genannt, ist ein Schmetterling (Nachtfalter) aus der Familie der Eulenfalter (Noctuidae).

## Merkmale
Die Rundflügel-Kätzcheneule ist ein mittelgroßer Eulenfalter mit einer Flügelspannweite von 34 bis 40 Millimetern. Ihre Vorderflügel sind sehr variabel gefärbt und variieren von hellbeige über braun nach zimtfarben und rotbraun. Dagegen ist die Zeichnung wenig variabel. Sie besteht vor allem aus der hellen Umrandung der auffällig großen Ring- und Nierenmakel und der hellen, innen oft dunkler angelegten, fast geraden Wellenlinie. Die innere und äußere Querlinie sind meist als eine Reihe schwarzer Punkte, gelegentlich aber auch als zusammenhängende schwarze gezackte Linie ausgebildet. Die äußere Querlinie ist nahe dem Vorderrand stark gebogen. Die Zapfenmakel fehlt manchmal oder ist sehr undeutlich, Ring- und Nierenmakel können auch miteinander verbunden sein. Die basale Querlinie ist durch einige schwarze Punkte angedeutet. Ein undeutlicher Mittelschatten ist manchmal vorhanden. Häufig sind die Adern im Saumfeld heller als die Grundfarbe. Die Fühler der Männchen sind im Gegensatz zu den fadenförmigen der Weibchen kurz gekämmt. Der Apex der Vorderflügel ist nur leicht zugespitzt. Die Hinterflügel sind einfarbig braun bis gelbbraun mit gelblichbraunen Fransen.
Das gelblichweiße Ei ist halbkugelig mit einer stark abgeflachten Basis. Die Basis ist gerippt und leicht grünlich, die Mittelzone und die Binde karminrot.
Die Raupen werden ca. 40 Millimeter lang. Sie sind gelbgrün, haben am ganzen Körper kleine, gelbe Punkte und feine, gelbliche Seiten- und Rückenlinien. Auf dem 11. Segment befindet sich ein breiter gelber Querstreifen. Der Kopf ist grünlich mit dunklen Punkten.
Die Puppe ist rötlichbraun und gedrungen. Die stumpfe Kremaster ist beim Männchen mit vier, beim Weibchen mit zwei, auseinanderstrebenden Borsten besetzt.

### Ähnliche Arten
Die Rundflügel-Kätzcheneule ähnelt stark der Spitzflügel-Kätzcheneule (Orthosia gracilis). Der Apex des Vorderflügels von letzterer Art besitzt ist etwas stärker zugespitzt (Name!). Die Makeln sind bei Orthosia cerasi im Durchschnitt etwas größer. Orthosia gracilis ist im Durchschnitt etwas größer als Orthosia cerasi.
Auch Orthosia dalmatica ist kaum von Orthosia cerasi zu unterscheiden. Allerdings ist das Verbreitungsgebiet dieser Art auf die dalmatinische Küstenregion, Montenegro, Albanien, Nordgriechenland, Mazedonien und Südbulgarien beschränkt und kann zumindest in Mitteleuropa nicht mit Orthosia cerasi verwechselt werden. Orthosia cerasi ist heller, hat hellere Hinterflügel und weniger ins Rote gehende Vorderflügel. Eine eindeutige Unterscheidung ist nur durch eine Untersuchung der männlich oder auch weiblichen Genitalapparate möglich.

## Geographische Verbreitung und Lebensraum
Die Art ist praktisch in der gesamten westlichen Paläarktis verbreitet (mit Ausnahme vom nördlichen Fennoskandien und Nordrussland). Im Osten erstreckt sich das Verbreitungsgebiet bis in den Nahen Osten, Kleinasien und das Kaukasusgebiet.
Die Art besiedelt Gebüsche, Hecken und Waldränder, aber auch Moorgebiete, Gärten und Parks und ist in praktisch allen Typen von Wäldern (mit Ausnahme von reinen Kiefernwäldern) zu finden. In den Alpen steigt sie bis auf 2000 m über NN an. Sie ist eine der häufigsten einheimischen Orthosia-Arten.

## Lebensweise
Die Rundflügel-Kätzcheneule ist univoltin, d. h., es wird nur eine Generation pro Jahr gebildet. Die Falter erscheinen bereits Ende Februar/Anfang März. Je nach Frühjahrswitterung können einzelne Falter schon früher schlüpfen; es wurden schon Falter im Oktober gefunden. Die Flugzeit dauert je nach Höhenlage bis Mai oder Juni. Die nachtaktiven Falter fliegen meist bereits in der Dämmerung. Sie sind oft zahlreich beim Nektarsaugen an Weidenkätzchen oder frühblühenden Sträuchern wie z. B. Kornelkirsche (Cornus mas) zu finden, oder auch an auslaufenden Baumsäften. Sie werden stark von künstlichen Lichtquellen angezogen und kommen auch zum Köder. Die Eier werden in kleinen Gruppen von ± 20 Eier dicht nebeneinander auf der Blattunterseite der Raupennahrungspflanzen abgelegt. Die Raupen findet man von Mai bis Juni. Sie ernähren sich von den Blättern verschiedener Laubbäume und Sträucher, wie z. B. Zitterpappel (Populus tremula), Salweide (Salix caprea), Rotbuche (Fagus sylvatica), Stieleiche (Quercus robur), Schwarzem Holunder (Sambucus nigra) und anderen. Die Raupen verpuppen sich in einer Erdhöhle, die Puppen überwintern.